# Longré
Longré ist eine französische Gemeinde mit 191 Einwohnern (Stand: 1. Januar 2022) im Département Charente in der Region Nouvelle-Aquitaine (vor 2016 Poitou-Charentes); sie gehört zum Arrondissement Confolens und zum Kanton Charente-Nord. Die Einwohner werden Longréens genannt.

## Geographie
Longré liegt etwa 40 Kilometer nordnordwestlich von Angoulême und wird umgeben von den Nachbargemeinden Paizay-Naudouin-Embourie im Norden und Nordosten, Brettes im Osten, Saint-Fraigne im Süden und Südwesten sowie Couture-d’Argenson im Westen und Nordwesten.

## Bevölkerungsentwicklung
| Jahr                       | 1962 | 1968 | 1975 | 1982 | 1990 | 1999 | 2006 | 2019 |
| Einwohner                  | 346  | 325  | 355  | 323  | 251  | 216  | 219  | 186  |
| Quellen: Cassini und INSEE |      |      |      |      |      |      |      |      |

## Sehenswürdigkeiten
- Kirche Saint-Pierre
- Haus Cherconnay in Le Vivier, seit 1991 Monument historique

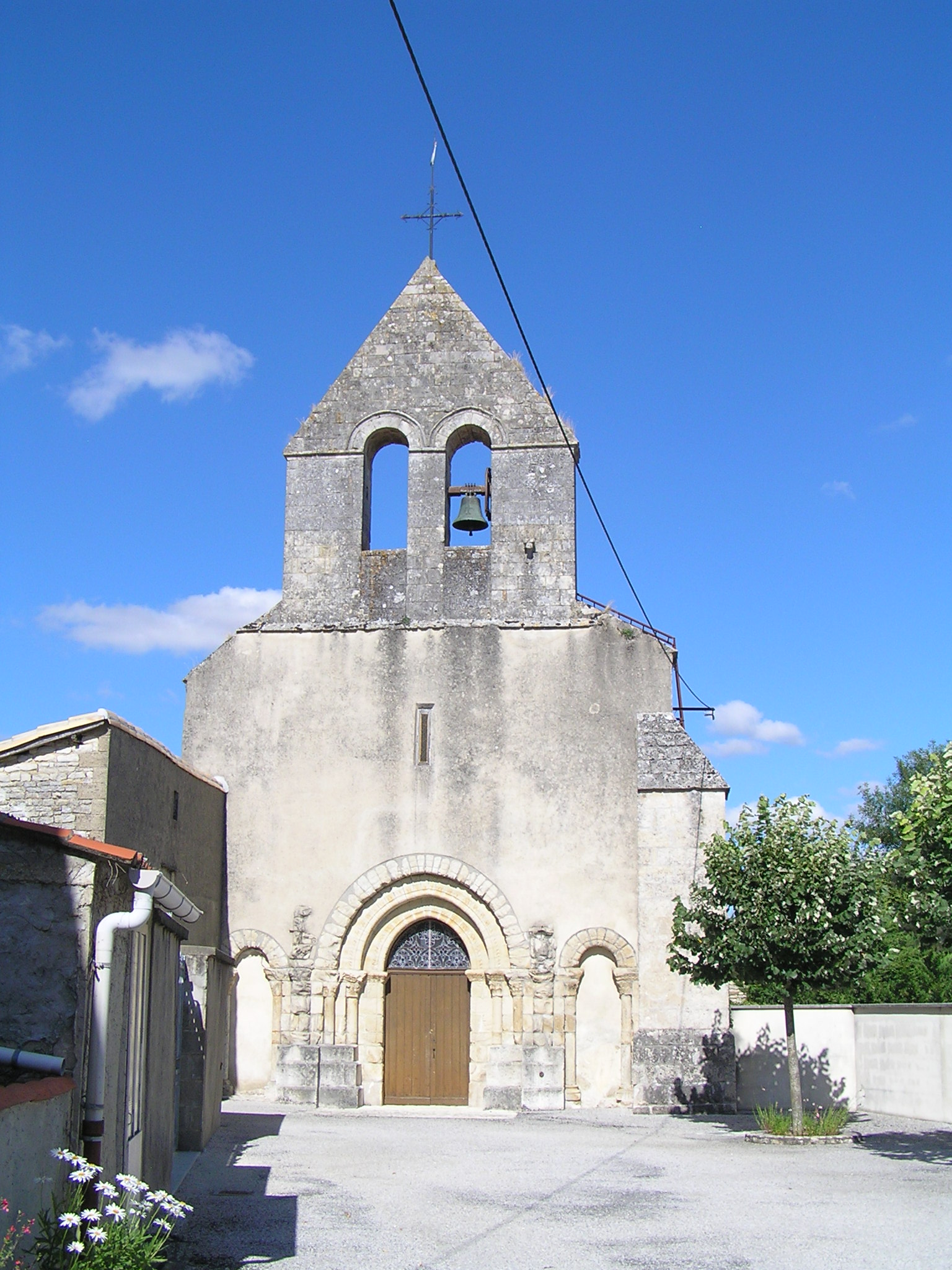
Kirche Saint-Pierre
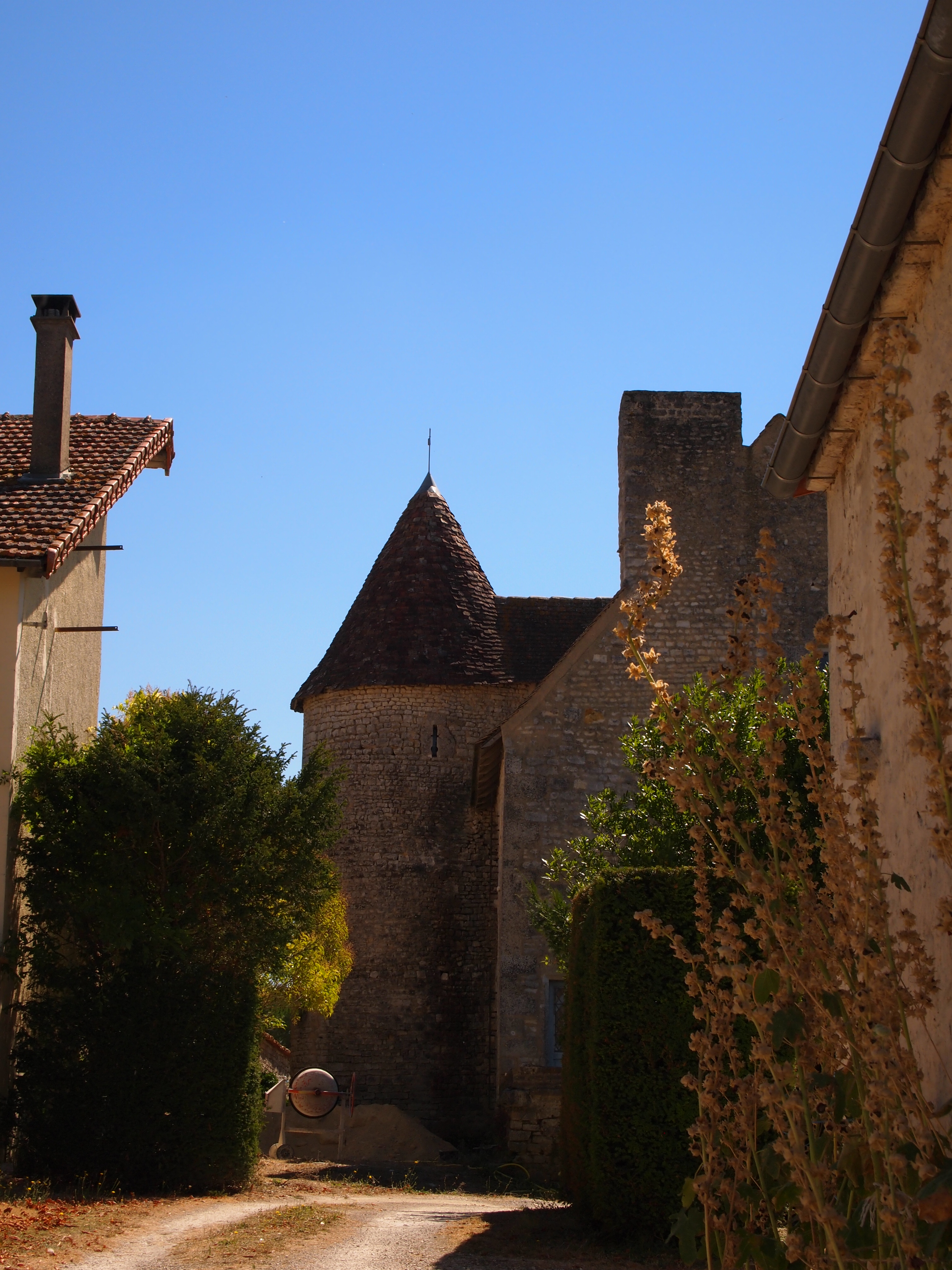
Haus Cherconnay